# Selección de fútbol sub-17 del Yemen
La Selección de fútbol sub-17 del Yemen, conocida también como la Selección infantil de fútbol de Yemen, es el equipo que representa al país en la Copa Mundial de Fútbol Sub-17, el Campeonato Sub-16 de la AFC y el Torneo Árabe Sub-17, y es controlada por la Asociación de Fútbol de Yemen.

## Palmarés
- Campeonato Sub-16 de la AFC: 0
  -  Subcampeón: 2002

## Estadísticas

### Mundial FIFA U-17
| Año            | Resultado      | J            | G            | E            | P            | GF           | GC           |
| -------------- | -------------- | ------------ | ------------ | ------------ | ------------ | ------------ | ------------ |
| de 1985 a 2001 | No clasificó   | No clasificó | No clasificó | No clasificó | No clasificó | No clasificó | No clasificó |
| 2003           | Fase de grupos | 3            | 0            | 1            | 2            | 4            | 8            |
| 2005           | No clasificó   | No clasificó | No clasificó | No clasificó | No clasificó | No clasificó | No clasificó |
| 2007           | No clasificó   | No clasificó | No clasificó | No clasificó | No clasificó | No clasificó | No clasificó |
| 2009           | No clasificó   | No clasificó | No clasificó | No clasificó | No clasificó | No clasificó | No clasificó |
| 2011           | No clasificó   | No clasificó | No clasificó | No clasificó | No clasificó | No clasificó | No clasificó |
| 2013           | No clasificó   | No clasificó | No clasificó | No clasificó | No clasificó | No clasificó | No clasificó |
| 2015           | No clasificó   | No clasificó | No clasificó | No clasificó | No clasificó | No clasificó | No clasificó |
| 2017           | No clasificó   | No clasificó | No clasificó | No clasificó | No clasificó | No clasificó | No clasificó |
| 2019           | No clasificó   | No clasificó | No clasificó | No clasificó | No clasificó | No clasificó | No clasificó |
| 2023           | No clasificó   | No clasificó | No clasificó | No clasificó | No clasificó | No clasificó | No clasificó |
| Total          | 1/19           | 3            | 0            | 1            | 2            | 4            | 8            |

### Campeonato AFC U-17
| Año            | Resultado                                  | J                                          | G                                          | E                                          | P                                          | GF                                         | GC                                         |                                            |
| -------------- | ------------------------------------------ | ------------------------------------------ | ------------------------------------------ | ------------------------------------------ | ------------------------------------------ | ------------------------------------------ | ------------------------------------------ | ------------------------------------------ |
| de 1985 a 2000 | No clasificó                               | No clasificó                               | No clasificó                               | No clasificó                               | No clasificó                               | No clasificó                               | No clasificó                               |                                            |
| 2002           | Subcampeón                                 | 6                                          | 4                                          | 1                                          | 1                                          | 10                                         | 5                                          |                                            |
| 2004           | No clasificó                               | No clasificó                               | No clasificó                               | No clasificó                               | No clasificó                               | No clasificó                               | No clasificó                               |                                            |
| 2006           | Fase de grupos                             | 3                                          | 0                                          | 1                                          | 2                                          | 4                                          | 6                                          |                                            |
| 20081          | Descalificado                              | 3                                          | 0                                          | 0                                          | 3                                          | 0                                          | 6                                          |                                            |
| 2010           | No clasificó                               | No clasificó                               | No clasificó                               | No clasificó                               | No clasificó                               | No clasificó                               | No clasificó                               |                                            |
| 2012           | Fase de grupos                             | 3                                          | 0                                          | 1                                          | 2                                          | 3                                          | 7                                          |                                            |
| 2014           | No clasificó                               | No clasificó                               | No clasificó                               | No clasificó                               | No clasificó                               | No clasificó                               | No clasificó                               |                                            |
| 2016           | Fase de grupos                             | 3                                          | 0                                          | 1                                          | 2                                          | 5                                          | 10                                         |                                            |
| 2018           | Fase de grupos                             | 3                                          | 1                                          | 0                                          | 2                                          | 5                                          | 4                                          |                                            |
| 2020           | Cancelado debido a la pandemia de COVID-19 | Cancelado debido a la pandemia de COVID-19 | Cancelado debido a la pandemia de COVID-19 | Cancelado debido a la pandemia de COVID-19 | Cancelado debido a la pandemia de COVID-19 | Cancelado debido a la pandemia de COVID-19 | Cancelado debido a la pandemia de COVID-19 | Cancelado debido a la pandemia de COVID-19 |
| 2023           | Cuartos de final                           | 4                                          | 2                                          | 0                                          | 2                                          | 6                                          | 2                                          |                                            |
| Total          | Mejor: Finalista                           | 12                                         | 4                                          | 2                                          | 6                                          | 14                                         | 17                                         |                                            |

 1Yemen fue descalificado del torneo por alinear a un jugador mayor de 16 años, Wesam Saleh Al-Worafi.

### Torneo Árabe U-17
| Año   | Resultado        | J | G | E | P | GF | GC |
| ----- | ---------------- | - | - | - | - | -- | -- |
| 2012  | 4.º lugar        | 4 | 2 | 0 | 2 | 4  | 4  |
| Total | Mejor: 4.º lugar | 4 | 2 | 0 | 2 | 4  | 4  |